# Bogusław Halikowski
Bogusław Kazimierz Halikowski (ur. 1 marca 1914 w Brodach, zm. 5 października 2004 w Szczecinie) – polski pediatra, neurolog dziecięcy, profesor nauk medycznych, wykładowca na uczelniach medycznych w Warszawie, Krakowie, Gdańsku i Szczecinie.

## Życiorys
W 1939 ukończył studia na Wydziale Lekarskim Uniwersytetu Jana Kazimierza we Lwowie. Jeszcze w trakcie studiów podjął pracę asystenta w Zakładzie Biochemii tej uczelni u prof. Jakuba Parnasa (do 1941). W latach 1942–1944 pracował jako lekarz Ubezpieczalni Społecznej w Tarnopolu.
Po wojnie był ordynatorem w Szpitalu Powiatowym w Przemyślu, adiunktem i docentem (1956) w Instytucie Gruźliczym w Warszawie, docentem na Akademii Medycznej w Gdańsku, profesorem Akademii Medycznej w Krakowie (1961–1976), profesorem Pomorskiej Akademii Medycznej w Szczecinie (1976–1985, kierował Instytutem Pediatrii PAM oraz I Kliniką Pediatrii). W 1985 przeszedł na emeryturę.
W 1973 został członkiem korespondentem Polskiej Akademii Nauk, a w 1989 członkiem rzeczywistym. Był przewodniczącym Komisji Nauk Medycznych oddziału krakowskiego PAN (od 1971 do 31 maja 1976) oraz przewodniczącym Komitetu Rozwoju Człowieka PAN (1974–1977). Był gościnnym wykładowcą uczelni zagranicznych - w Jugosławii, Finlandii, RFN oraz Francji (1979–1980 na Uniwersytecie Kartezjusza w Paryżu).
Należał także do wielu międzynarodowych i zagranicznych organizacji naukowych. Był członkiem m.in. Międzynarodowego Towarzystwa Pediatrycznego, Europejskiego Towarzystwa Badań Naukowych w Pediatrii, Międzynarodowego Towarzystwa Neurologii Dziecięcej, Francuskiego Towarzystwa Pediatrycznego, Argentyńskiego Towarzystwa Pediatrycznego, Towarzystwa Pediatrycznego Dominikany. W 1979 został laureatem Nagrody Niemieckiego Towarzystwa im. Janusza Korczaka.
Zmarł w Szczecinie, 15 października 2004 spoczął na cmentarzu Centralnym (kwatera 66c-10-21).
W pracy naukowej wykrył związek pomiędzy nieprawidłową funkcją mózgu a zaburzeniami czynności nerek. Opracował zmiany elektrolitowodne w zapaleniach płuc u dzieci, a także symptomatologię kliniczną zaburzeń osmolarności w chorobach dzieci. Wprowadzał nowe metody leczenia gruźliczego zapalenia opon mózgowo-rdzeniowych oraz podostrego stwardniającego zapalenia mózgu.

## Publikacje naukowe
Opublikował ponad 160 prac naukowych w pismach polskich i zagranicznych, a także publikacjach książkowych, m.in.:
- Niewydolność kanalika nerkowego w gruźliczym zapaleniu mózgu i opon u dzieci („Pediatria Polska”, 1957)
- Kroplówki celowane, dostosowane do zmian osmotycznych w ostrych i podostrych chorobach dziecięcych („Pediatria Polska”, 1960)
- Levedopa in Subacute Sclerosing Panencephalitis („Lancet”, 1977)
- Zapalenie płuc u dzieci (z J. Kowalczykową, 1968).

## Ordery i odznaczenia
- Krzyż Komandorski Orderu Odrodzenia Polski (8 listopada 2000)[8]
- Krzyż Oficerski Orderu Odrodzenia Polski
- Krzyż Kawalerski Orderu Odrodzenia Polski
- Złoty Krzyż Zasługi
- Medal 10-lecia Polski Ludowej (13 stycznia 1955)[9]
- Medal Komisji Edukacji Narodowej
- Medal „Gloria Medicinae” (1993)[10]
- Odznaka tytułu honorowego „Zasłużony Nauczyciel PRL”
- Odznaka „Za wzorową pracę w służbie zdrowia”
- Odznaka „Za zasługi dla Pomorskiej Akademii Medycznej”

## Źródła
- Kto jest kim w polskiej medycynie. Informator biograficzny, Warszawa 1987.